# Чураков, Владимир Сергеевич
Влади́мир Серге́евич Чурако́в (род. 3 сентября 1976) — российский историк, исследователь этнической и социальной истории удмуртов, а также их традиционной культуры.
Кандидат исторических наук (2002). Старший научный сотрудник отдела исторических исследований УИИЯЛ УрО РАН.

## Биография
Родился 3 сентября 1976 года в селе Якшур-Бодья Якшурбодьинского района УАССР. В 1998 году окончил исторический факультет УдГУ. В 1998—2001 гг. обучался в аспирантуре при УИИЯЛ УрО РАН (науч. рук. — доктор исторических наук М. В. Гришкина). В 2002 году защитил кандидатскую диссертацию по теме «Южные удмурты в X — середине XVI века (проблемы социально-политической истории)».
Автор многих научных работ и исследований, в том числе один из авторов коллективной монографии «История Удмуртии. Конец XV — начало XX века» (Ижевск, 2004); один из составителей электронного информационного ресурса «Православные священники об удмуртах: аннотированная хрестоматия». (Ижевск, 2007) и др.

## Публикации

### Диссертации
- Южные удмурты в X — середине XVI века (проблемы социально-политической истории). Диссертация кандидата ист. наук. Ижевск, 2002.

### Монографии
- История Удмуртии. Конец XV — начало XX века. Ижевск, 2004. (один из авторов)
- Православные священники об удмуртах: аннотированная хрестоматия. Ижевск, 2007. (один из составителей)
- Населенные пункты Удмуртского Прикамья XVII – середины XIX в. / УдмФИЦ УрО РАН. Ижевск, 2020. (в соавторстве с Н. В. Пислегиным)
- Родовая система удмуртов / УдмФИЦ УрО РАН. Ижевск, 2024. (в соавторстве с Н. В. Пислегиным)